# Dolichopeza capnora
Dolichopeza capnora är en tvåvingeart som först beskrevs av Alexander 1927.  Dolichopeza capnora ingår i släktet Dolichopeza och familjen storharkrankar. Inga underarter finns listade i Catalogue of Life.